# Anolis gorgonae
Espèce
Synonymes
- Dactyloa gorgonae (Barbour, 1905)

Anolis gorgonae est une espèce de sauriens de la famille des Dactyloidae.

## Répartition
Cette espèce est endémique de l'île Gorgona dans le département de Cauca en Colombie.

## Description

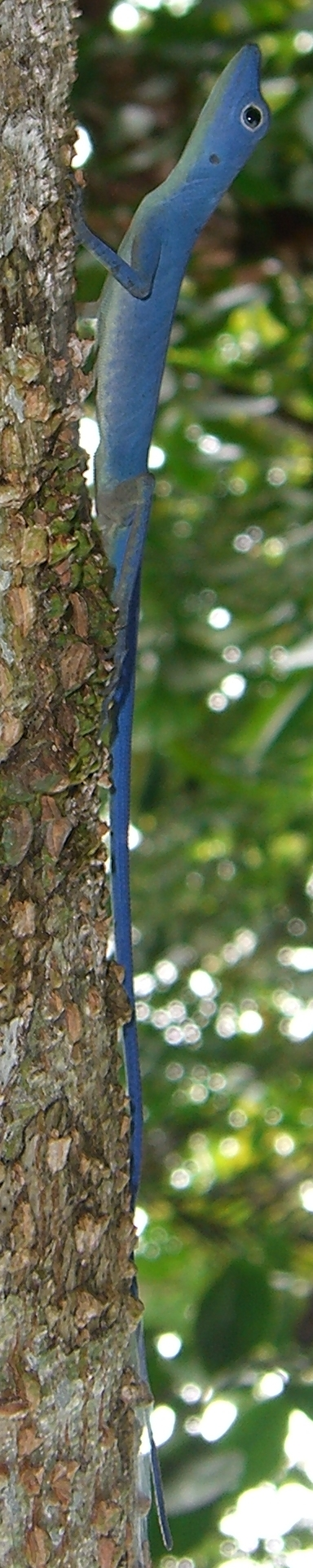
Dactyloa gorgonae

Cet anole est de couleur bleu.

## Étymologie
Son nom d'espèce lui a été donné en référence au lieu de sa découverte, l'île Gorgona.

## Publication originale
- Barbour, 1905 : The vertebrata of Gorgona Island, Colombia. V. Reptilia and Amphibia. Bulletin of the Museum Comparative Zoology, vol. 46, no 5, p. 87-102 (texte intégral).